# Cornelis Leendert Barentsen
Cornelis Leendert Barentsen (Den Haag, 1 oktober 1892 – Overveen, 1 juli 1943) was een Nederlandse verzetsstrijder tijdens de Tweede Wereldoorlog.
Barentsen was hoofdambtenaar te Pijnacker en sloot zich in Amsterdam aan bij de verzetsgroep rond de beeldhouwer Gerrit van der Veen. Hij was een van de deelnemers aan de Aanslag op het Amsterdams Bevolkingsregister (1943) aan de Plantage Middenlaan te Amsterdam. Onder leiding van Gerrit Jan van der Veen en samen met Willem Arondeus, Johan Brouwer, Karl Gröger, Coos Hartogh, Henri Halberstadt, Rudi Bloemgarten, Guus Reitsma, Koen Limperg, Sjoerd Bakker, Sam van Musschenbroek en Cornelis Roos drong hij vermomd als politieman op 27 maart 1943 het gebouw binnen en blies met explosieven het pand op.
Na de aanslag dook hij onder maar hij werd uiteindelijk door de Duitsers opgespoord, gevangengezet en veroordeeld. Barentsen werd op 1 juli 1943 gefusilleerd in de duinen bij Overveen.